# National Rugby League 1934
La New South Wales Rugby Football League de 1934 fue la 27.ª edición del torneo de rugby league más importante de Australia.

## Formato
Los clubes se enfrentaron en una fase regular de todos contra todos, los cuatro equipos mejor ubicados al terminar esta fase clasificaron a la postemporada.
Se otorgaron 2 puntos por el triunfo, 1 por el empate y ninguno por la derrota.

## Desarrollo

### Tabla de posiciones
| Pos. | Equipo                  | Encuentros | Encuentros | Encuentros | Encuentros | Tantos | Tantos | Tantos | Puntos |
| Pos. | Equipo                  | PJ         | PG         | PE         | PP         | F      | C      | Dif    | Puntos |
| ---- | ----------------------- | ---------- | ---------- | ---------- | ---------- | ------ | ------ | ------ | ------ |
| 1    | Eastern Suburbs         | 14         | 12         | 0          | 2          | 308    | 165    | +143   | 24     |
| 2    | Western Suburbs Magpies | 14         | 12         | 0          | 2          | 263    | 158    | +105   | 24     |
| 3    | St. George Dragons      | 14         | 9          | 0          | 5          | 251    | 166    | +85    | 18     |
| 4    | South Sydney Rabbitohs  | 14         | 8          | 0          | 6          | 213    | 149    | +64    | 16     |
| 5    | Newtown Jets            | 14         | 5          | 0          | 9          | 192    | 229    | -37    | 10     |
| 6    | North Sydney Bears      | 14         | 5          | 0          | 9          | 194    | 234    | -40    | 10     |
| 7    | Balmain Tigers          | 14         | 4          | 0          | 10         | 206    | 275    | -69    | 8      |
| 8    | Sydney University       | 14         | 1          | 0          | 13         | 113    | 364    | -251   | 2      |

|  | Postemporada. |

### Postemporada

#### Semifinales
| 18 de agosto | Western Suburbs Magpies | 16 - 9 | St. George Dragons |  |  |

| 25 de agosto | Eastern Suburbs | 19 - 6 | South Sydney Rabbitohs |  |  |

#### Final
| 8 de septiembre | Western Suburbs Magpies | 15 - 12 | Eastern Suburbs | Sydney Sports Ground, Sídney    |  |
|                 |                         |         |                 | Asistencia: 25.174 espectadores |  |

| Bandera de Australia            |
| Campeón Western Suburbs Magpies |
| Segundo título                  |